# جوزيف بارث
جوزيف بارث (بالألمانية: Joseph Barth)‏ هو طبيب عيون نمساوي، ولد في 28 أكتوبر 1746 في فاليتا في مالطا، وتوفي في 7 أبريل 1818 في فيينا في النمسا.